# Sten Florin
Sten Arvid Florin, född 12 januari 1905 i Stockholm, död 17 juli 1987, var en svensk geolog; gift med Maj-Britt Florin.
Florin blev filosofie licentiat 1937, filosofie doktor och docent i geologi vid Stockholms högskola 1948. Han blev vid Uppsala universitet docent i kvartärgeologi 1950, t.f. laborator samma år och var laborator 1952–1970. Han var amanuens vid Stockholms högskolas geografiska institution 1927–1930, vid nämnda högskolas geologiska institution 1933–1938, extra geolog vid Sveriges geologiska undersökning (SGU) 1940, 1941 och 1950, utförde fältundersökningar och museiarbeten för Riksantikvarieämbetet och Statens historiska museum 1936–1938, 1943–1945, geotekniska fältundersökningar 1942, 1946–1948, undersökning över Södermanlands naturgeografiska och bebyggelsehistoriska utveckling efter istiden (tillsammans med Maj-Britt Florin) 1933–1939. Makarna Florin är begravda på Lidingö kyrkogård.